# Papa Pelagio I
Pelagio I, nato Pelagio Vicariani (Roma, 505 circa – Roma, 2 o 4 marzo 561), è stato il 60º vescovo di Roma e Papa della Chiesa cattolica dal 16 aprile 556 alla sua morte.

## Biografia

### Periodo precedente al pontificato
Proveniente da una nobile famiglia romana, suo padre Giovanni sembra sia stato vicario di una delle due diocesi civili, o distretti, nelle quali era stata divisa l'Italia.
Pelagio accompagnò papa Agapito I a Costantinopoli, e venne da questi nominato apocrisario della Chiesa romana nella capitale dell'impero.
Quando papa Vigilio, suo predecessore, si recò a Costantinopoli su ordine dell'imperatore Giustiniano I, Pelagio tornò a Roma, incaricato della guida temporanea della Sede apostolica. Durante quel periodo Totila, re dei Goti, pose la città sotto assedio. Pelagio attinse al suo patrimonio personale per il bene della popolazione colpita dalla carestia, cercando di indurre il re a proclamare una tregua. Il tentativo diplomatico fallì, ma quando, il 17 dicembre 546, Totila riuscì ad entrare nell'Urbe, Pelagio lo incontrò in San Pietro e lo convinse a risparmiare la vita della popolazione, benché la città fosse sistematicamente saccheggiata.
Tornato a Costantinopoli per concordare una pace tra Totila e Giustiniano I, in realtà si preoccupò soprattutto di fare pressioni su papa Vigilio affinché salvaguardasse l'ortodossia della Chiesa contro le posizioni dell'imperatore e il suo editto di condanna dei “Tre Capitoli”, approvato dal concilio di Costantinopoli del 553. Per questo Giustiniano non tardò molto a farlo arrestare.
Morto papa Vigilio, Pelagio fu scarcerato e rientrò a Roma, che era ormai nell'orbita bizantina. Mentre finora si era opposto agli sforzi di Giustiniano di ottenere un compromesso tra le varie correnti teologiche, parteggiando per la difesa dei "Tre Capitoli", come la gran parte della Chiesa d'Occidente, tornato a Roma Pelagio adottò e propugnò la posizione dell'Imperatore. Questo voltafaccia gli valse l'appoggio di Giustiniano per l'elezione al papato, e infatti venne consacrato il 16 aprile 556. La reputazione della Chiesa nell'Italia settentrionale, in Gallia e altrove nell'Europa occidentale risentì parecchio di questa situazione, e i successori di Pelagio nei 50 anni seguenti dovettero spendere molte energie per riparare al danno.

### Pontificato

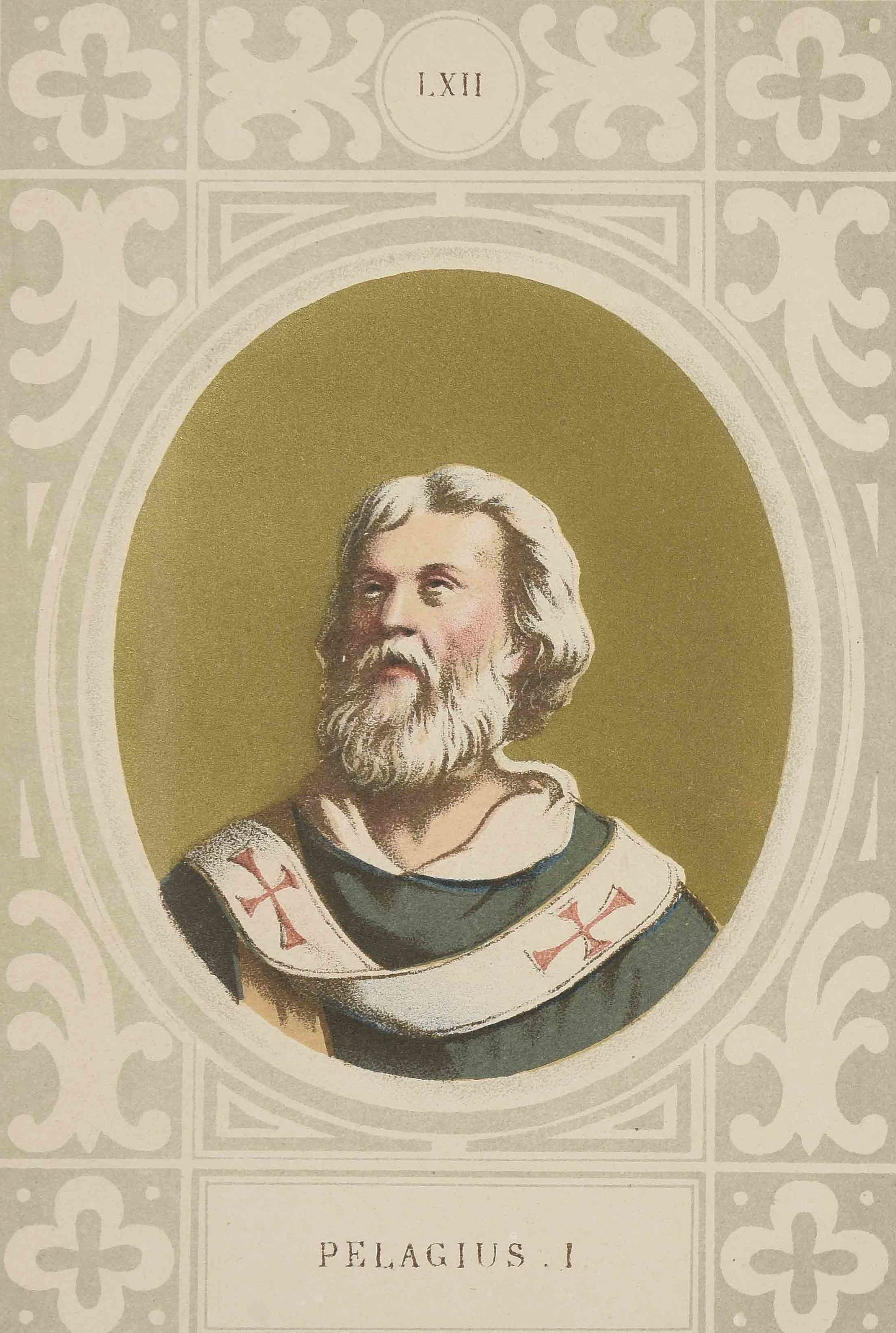
Papa Pelagio I

Di fronte alle voci insistenti che lo ritenevano responsabile, se non addirittura esecutore materiale, della morte di papa Vigilio, fu costretto a giurare solennemente la propria innocenza sulla tomba del martire Pancrazio, castigatore degli spergiuri, e poi, dopo una solenne processione, nella basilica di San Pietro.
Nella Gallia dei Franchi ormai convertiti, più che altrove, la sua elezione incontrò parecchie resistenze, tanto che lo stesso re Childeberto I chiese a Pelagio una professione di fede ai principi dell'ortodossia. La risposta fu molto evasiva e non completamente sincera: tutte le polemiche derivavano da problemi tipicamente orientali che non avrebbero mai potuto influire sull'unità della Chiesa, senza alcun accenno a sostanziali questioni di fede; era anzi da condannare chiunque si fosse allontanato, anche poco, dai principi affermati nel Concilio di Calcedonia. E comunque il popolo Franco non doveva lasciarsi turbare da discorsi o scritti che facessero sospettare posizioni diverse della Chiesa.
Poco convincente era anche quando tentava di difendersi dalle accuse di voltafaccia che qualcuno, come il vescovo di Arles gli lanciava, proclamando la sua estrema sofferenza nell'aver preso decisioni frutto di profonda riflessione.
Ma nulla si può rimproverare a Pelagio quando svolgeva il suo ruolo di vescovo di Roma; fece infatti tutto quanto era in suo potere per alleviare la povertà e lo squallore in cui i cittadini erano caduti, anche quelli che un tempo erano ricchi e nobili, e in cui la città, vittima di saccheggi e carestie, si trovava a vivere. Roma aveva bisogno di tutto, e la Prammatica Sanzione (Pragmatica sanctio pro petitione Vigilii) da poco promulgata da Giustiniano, conferiva al papa quelle funzioni civili di amministratore delle finanze e della giustizia anche laica che, in mancanza di un potere centrale visibile, gli consentirono di limitare le sofferenze della popolazione. La lungimiranza di Pelagio in questo ruolo di amministratore laico, oltre che di guida spirituale, gli fece intraprendere la costruzione di una nuova chiesa (quella che poi sarebbe diventata la Basilica dei Santi XII Apostoli), e poi di altre ancora. Può sembrare un controsenso, in una città in cui la popolazione versava in uno stato di estrema miseria, ma, osserva il Gregorovius, “la costruzione di chiese, cui si attese col massimo fervore, divenne presto l'unica attività pubblica della città e giovò soprattutto agli strati poveri della popolazione che in tal modo ebbero lavoro e salari … colei che era stata la capitale del mondo divenne la città santa dell'umanità. Preti e monaci vi costruivano incessantemente chiese e conventi e dominavano completamente la vita pubblica.”. Del resto, prosegue Gregorovius, “esaurito ormai ogni interesse politico, l'energia vitale che ancora rimaneva ai Romani si volse esclusivamente al servizio della Chiesa.”
L'opera civile di Pelagio attenuò in parte le ombre sul suo pontificato, figlio di un compromesso, e gli consentì di mantenere il potere nonostante le polemiche che non riuscì comunque a sopire. I suoi tentativi di minimizzare la portata dei fatti non furono convincenti, e ne derivò uno scisma con le sedi vescovili di Milano ed Aquileia, i cui reggenti non ritennero di poter accettare le giustificazioni addotte dal papa e vollero marcare la differenza con la sede di Roma.

### Morte
Pelagio morì il 4 marzo 561, dopo quattro anni, dieci mesi e diciotto giorni di pontificato. Fu sepolto nella Basilica di San Pietro in Vaticano. Il suo epitaffio lo celebra come rector apostolicae fidei, che in un secolo terribile si è preso cura della Chiesa, si è adoperato per rendere chiare le decisioni dei Padri, ha risolto molte povertà sociali.

## Genealogia episcopale
La genealogia episcopale è:
- Vescovo Giovanni I di Perugia
- Papa Pelagio I